# Габун
Габу́н (до 1951 року — хутір Габу́н) — село в Україні, у Сорокинській міській громаді Довжанського району Луганської області. З 2014 року є окупованим. Населення становить 53 особи.

## Географія
Географічні координати Габуна: 48°27' пн. ш. 39°41' сх. д. Часовий пояс — UTC+2. Загальна площа села — 1,3 км². Довжина Габуна з півночі на південь — 0,9 км, зі сходу на захід — 1,5 км.
Село розташоване у східній частині Донбасу за 31 км від центру громади — міста Сорокине.

## Історія
Поселення засноване як село Габун за прізвищем пана, який перебрався на вільні землі в 1861 році із села Мака́рів Яр. Також сюди приїжджали переселенці з Чернігівщини та Полтавщини.
у 1930-х роках організовано колгосп «Шевченкове поле», який спеціалізувався на скотарстві, хліборобстві та садівництві.
11-14 лютого 1943 року при звільненні села від німецьких військ точилися жорстокі бої.
12 червня 2020 року, відповідно до Розпорядження Кабінету Міністрів України № 717-р «Про визначення адміністративних центрів та затвердження територій територіальних громад Луганської області», увійшло до складу Сорокинської міської громади.
17 липня 2020 року, в результаті адміністративно-територіальної реформи та ліквідації  Сорокинського району, увійшло до складу новоутвореного Довжанського району.

## Населення
За даними перепису 2001 року населення села становило 53 особи, з них 35,85% зазначили рідною мову українську, а 64,15% — російську.

## Пам'ятки
- Братська могила радянських воїнів (в центрі села).